# Västflyg
Västflyg i Trollhättan AB är ett svenskt flygbolag. Flygbolaget bildades 2020 och inledde verksamheten 2022 för att tillhandahålla flygtrafik mellan Trollhättan och Stockholm (Bromma flygplats). Västflyg fungerar som ett virtuellt flygbolag och kontrakterar sina flygningar till estniska NyxAir,. Huvudkontoret ligger i Trollhättan. Västflyg grundades för att återupprätta reguljära passagerarflygningar Stockholm-Trollhättan, som hade lagts ned på 2010-talet. Dess första flygning skedde den 28 mars 2022.
Vintersäsongen 2023/2024 startade Västflyg en säsongsrutt för vinterturism till Scandinavian Mountains flygplats.
I oktober 2024 lanserade Västflyg en rutt från Trollhättan till Stockholm Arlanda. med syfte att öka tillgängligheten till vidare anslutningar från Arlanda.

## Verksamhet
Västflyg bedriver flygningar från Trollhättan-Vänersborgs flygplats, främst inriktade på resenärer i västra Sverige. Flygningarna genomförs med ett Saab 340B-flygplan, som opereras av NyxAir.
Från och med 2024 opererar Västflyg 24 veckovisa flygningar mellan Trollhättan och Stockholm-Bromma och två veckovisa flygningar till Stockholm-Arlanda, med ytterligare säsongstrafik till Scandinavian Mountains Airport.

## Destinationer
Följande destinationer marknadsfördes av Västflyg per november 2024:
| Land    | Stad        | IATA | ICAO | Flygplats                              | Noteringar   |
| ------- | ----------- | ---- | ---- | -------------------------------------- | ------------ |
| Sverige | Sälen       | SCR  | ESKS | Sälen-Scandinavian Mountains flygplats | Säsongtrafik |
| Sverige | Stockholm   | ARN  | ESSA | Stockholm-Arlanda flygplats            |              |
| Sverige | Stockholm   | BMA  | ESSB | Stockholm-Bromma flygplats             |              |
| Sverige | Trollhättan | THN  | ESGT | Trollhättan-Vänersborgs flygplats      |              |

## Flotta
Västflygs flygningar opereras av NyxAir med följande:
| Flygplan  | I tjänst | Anmärkningar       |
| --------- | -------- | ------------------ |
| Saab 340B |          | Opereras av NyxAir |